# Ревертант
Реверта́нт — мутант, у которого в результате обратной, супрессорной или компенсаторной мутации полностью или частично восстанавливаются признаки исходного (дикого) организма.
Например, ауксотрофные организмы, чьи предки могли сами вырабатывать некоторое необходимое для жизнедеятельности вещество, но восстановившие эту способность благодаря другой мутации, являются ревертантами.
Обратные мутации, приводящие к появлению части ревертантов, происходят спонтанно с некоторой частотой. Тем не менее, под воздействием некоторых условий окружающей среды эту частоту можно повысить.
Иногда термином ревертант обозначают особь с переопределённым полом.